# Ledru-Rollin (metropolitana di Parigi)
Ledru-Rollin è una stazione sulla linea 8 della metropolitana di Parigi sita ai confini fra l'XI e il XII arrondissement di Parigi.

## La stazione
La stazione venne aperta nel 1931 e prese il nome dell'avvocato Alexandre Auguste Ledru detto Ledru-Rollin (1807-1874) che fu deputato radicale nel 1841 e fondò il giornale La Réforme. Repubblicano convinto, fu ministro degli Interni nel 1848 e organizzatore delle elezioni a suffragio universale. Battuto alle elezioni presidenziali da Napoleone III, si rifugiò in Inghilterra dopo i moti del 13 giugno 1849.

## Interconnessioni
- Bus RATP - 61, 76, 86
- Noctilien - N16, N34